# Gemeine Spindelschnecke

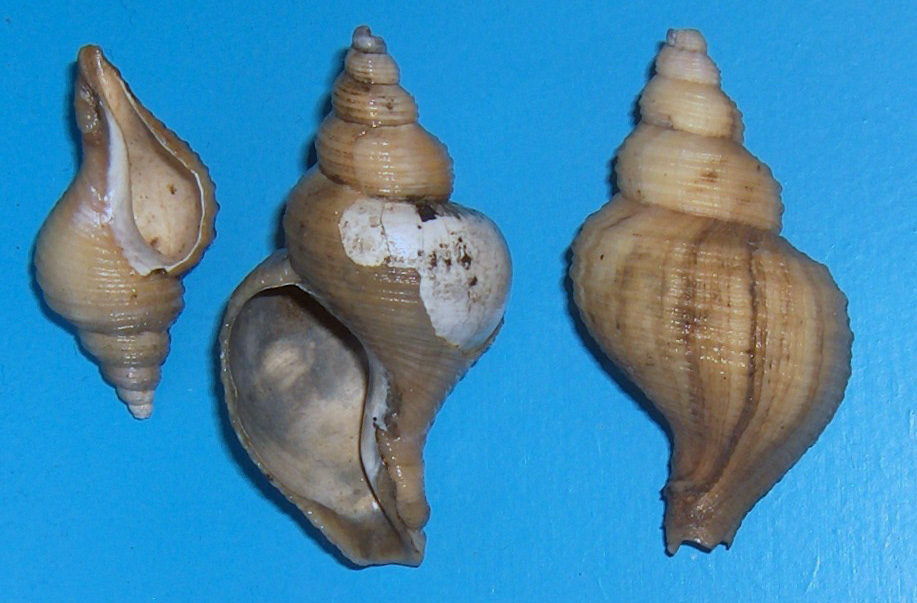
Die linksgewundene Neptunea contraria wird von manchen Autoren als Unterart, mithin der Name als Synonym von Neptunea antiqua betrachtet.

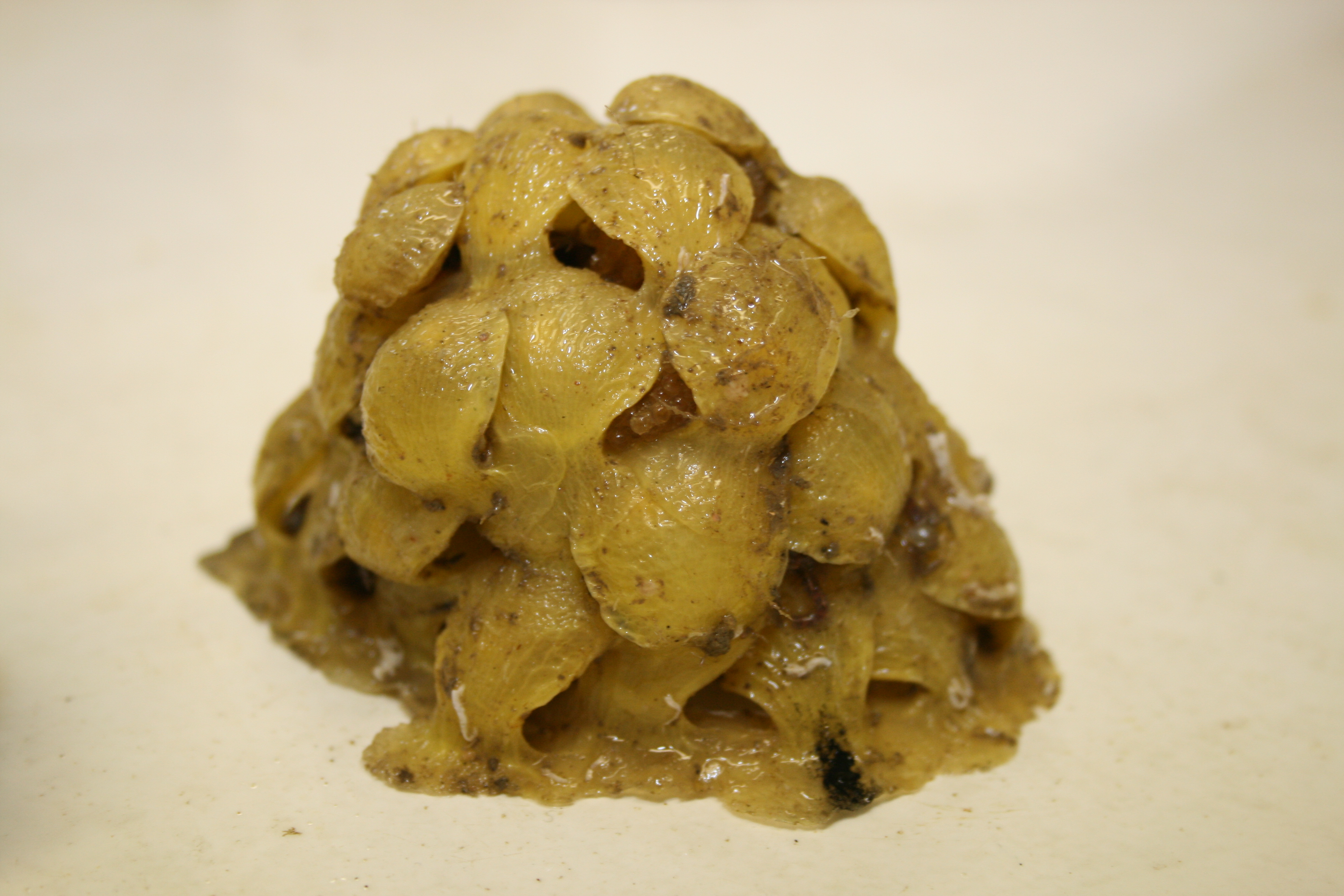
Eikapseln der Gemeinen Spindelschnecke

Die Gemeine Spindelschnecke (Neptunea antiqua) ist eine Schneckenart aus der Familie der Buccinidae. Sie ist im Nordatlantik, der Nordsee und der westlichen Ostsee beheimatet.

## Merkmale
Das rechtsgewundene, weißliche oder gelbliche, manchmal rötlich gefärbte Schneckenhaus von Neptunea antiqua ist ei-spindelförmig und hat 6 bis 8 stark gewölbte Umgänge, eine weite eiförmige, innen gelbe Mündung und einen langen, leicht gebogenen Siphonalkanal. Es ist axial und spiral gestreift und erreicht bei ausgewachsenen Schnecken eine Länge von bis zu 20 cm und eine Breite von bis zu 5 cm, bisweilen sogar das Doppelte. Das Gewinde ist hoch und hat sieben Umgänge. Der Körperumgang macht 70 bis 80 % der Gesamthöhe aus. Das Periostracum ist dünn und gelblich.
Die Fühler sind lang, distal mit halber Dicke, die Augen am Übergang zum breiteren basalen Teil. Der Sipho ragt beim aktiven Tier nicht weit vom Siphonalkanal heraus. Der Fuß ist groß, hat einen zweikantigen Vorderrand und vorn zwei kleine seitliche hornartige Vorsprünge. Das Weibchen hat die Öffnung der unteren Fußdrüse zur Schleimerzeugung an der Fußsohle. Die Proboscis kann sehr stark verlängert werden, etwa anderthalbmal bis zweieinhalbmal so lang wie das Gehäuse.  Das Operculum ist oval zugespitzt mit einem terminalen Kern.

## Vorkommen
Die Gemeine Spindelschnecke findet sich in der westlichen Ostsee, der Nordsee und im Atlantik von der Biskaya bis zum Arktischen Ozean.
Sie lebt unterhalb der Gezeitenzone in Tiefen zwischen 15 und 1200 Metern, meist auf weichem Untergrund.

## Lebenszyklus
Wie andere Neuschnecken ist Neptunea antiqua getrenntgeschlechtlich, wobei es etwa gleich viele Männchen und Weibchen gibt, die Weibchen aber größer sind. Es wird geschätzt, dass die Schnecken etwa 17 Jahre alt werden können. In der Irischen See wird die Geschlechtsreife durch Männchen bei 7,5 bis 9 cm Gehäuselänge im Alter von 4 bis 5 Jahren erreicht, durch Weibchen dagegen erst bei 9,5 bis 11 cm Gehäuselänge im Alter von 6 bis 9 Jahren. Im Skagerrak werden die Männchen etwa mit 5 bis 6 cm Gehäuselänge sexuell aktiv, die Weibchen mit 8 cm. Das Männchen begattet das Weibchen mit seinem Penis. Ein Weibchen braucht zum Legen eines durchschnittlichen Eigeleges mit 37 Eikapseln etwa 21 Tage in den Monaten Februar bis April, legt also 1,8 Kapseln pro Tag. Auch während der Zeit des Eierlegens findet noch Geschlechtsverkehr statt, wobei ein Weibchen in der Regel mehrere Geschlechtspartner hat. Zum Eierlegen in größeren Tiefen auf sandigem Grund kommen viele Schnecken und verbleiben mehrere Wochen zusammen, und die Eigelege werden meist auf dem Gehäuse einer anderen lebenden Gemeinen Spindelschnecke befestigt. Die Mutter frisst während des Eierlegens nicht, legt dabei mehr als die Hälfte ihres eigenen Volumens ab und ist nach Ablage der letzten Eikapsel stark geschwächt. Im Aquarium starben 8 von 9 Weibchen innerhalb von 3 Monaten nach dem Eierlegen.
Eine Eikapsel enthält etwa 1 bis 4 größere, lebensfähige Eier, die durch bis zu 2500 kleinere Nähreier versorgt werden. Die Entwicklung des Veliger-Stadiums findet in der Eikapsel statt, so dass nach etwa einem halben Jahr, in der Zeit von Anfang August bis Ende Oktober (in der Irischen See bis Januar), fertige Schnecken schlüpfen. Bei Untersuchungen in der Irischen See schlüpften aus Gelegen mit 14 bis 84 Eikapseln 63 bis 78 Jungschnecken. Dies entspricht ungefähr den Verhältnissen bei anderen Neptunea-Arten, wo sich durchschnittlich 1 bis 3,5 Schnecken pro Kapsel entwickeln. Die frisch geschlüpften Schnecken haben nach Messungen im Öresund etwa 6 mm, in der Irischen See etwa 8 mm und im Skagerrak bis zu 12 mm Gehäuselänge. Ein Jahr im Aquarium gehaltene Jungtiere hatten mindestens 2 bis 3 cm lange Gehäuse.

## Ernährung
Gemeine Spindelschnecken sind Fleischfresser. Die wichtigsten Beutetiere sind Muscheln, zu einem kleineren Teil Polychaeten und Zehnfußkrebse. Örtlich sind andere Arten die Hauptbeute, so z. B. Priapulus caudatus, ein Priapswurm, in Millport.
In Versuchen im Aquarium reagierten Gemeine Spindelschnecken anders als Netzreusenschnecken und Wellhornschnecken nicht auf Köder mit frischem Muschelfleisch. Unter Polychaeten griffen sie keine Sabella pavonina an, fraßen aber Vielborster der Gattungen Ophelia, Lumbriconereis, Stylarioides und Amphitrite. Pro Tag fraßen sie etwa 1 Prozent ihres Eigengewichts an lebenden Ophelia-Würmern, die etwa 40 bis 70 Stunden brauchten, den Darmtrakt zu passieren. Hieraus wird geschlossen, dass Gemeine Spindelschnecken weniger fressen, langsamer verdauen und weniger schnell wachsen als Netzreusen- und Wellhornschnecken.

## Gefährdung durch Imposex
Ähnlich wie andere Schnecken ist die Gemeine Spindelschnecke seit Anfang der 1970er Jahre durch die Wasserverschmutzung mit Tributylzinn (C4H9)3SnH bedroht, das bei Schneckenweibchen zur Bildung männlicher Geschlechtsorgane führt. Diese vom s.g. Imposex betroffenen Weibchen können keine Eier mehr legen. Die Gemeine Spindelschnecke ist nach Untersuchungen von 2003 noch empfindlicher als die Wellhornschnecke, jedoch ist die größte Belastung an der niederländischen Küste und in der Deutschen Bucht, wo das Wasser stark durchmischt ist, während im tiefen Wasser des Skagerraks, wo es eine Schichtung des Wassers gibt, trotz des oben stattfindenden starken Schiffsverkehrs bisher noch gesunde Populationen von Neptunea antiqua leben.